# 1759 en littérature
| Années de la littérature : 1756 - 1757 - 1758 - 1759 - 1760 - 1761 - 1762    |
| Décennies de la littérature : 1720 - 1730 - 1740 - 1750 - 1760 - 1770 - 1780 |

Cet article présente les faits marquants de l'année 1759 en littérature.

## Événements
- 4 janvier : publication à Berlin de la première feuille de la revue Literaturbriefe (« Lettres sur la littérature moderne ») publiée jusqu’au 4 juillet 1765, fondée par le dramaturge Gotthold Ephraim Lessing, le philosophe Moses Mendelssohn et le critique Christoph Friedrich Nicolaï[1].
- Janvier : création du Journal des Dames par Charles Thorel de Campigneulles (fin en juin 1778)[2].
- 9 février : Voltaire acquiert la seigneurie de Ferney où il fait construire un château de 1759 à 1766[3].
- 8 mars : le Conseil du roi révoque le privilège du roi à l’éditeur de l’Encyclopédie et supprime les éditions. D'Alembert se retire définitivement du projet qui va se poursuivre clandestinement[4].
- 6 juin : création à Bahia de l’Academia Brasílica dos Renascidos (pt), littéraire et historique, qui donne dans l’épique et le légendaire[5].

- Marie-Thérèse retire aux jésuites le contrôle de la censure et des facultés. Elle place la commission de censure sous son autorité directe, en nommant Gerard van Swieten (1700-1772), son médecin et conseillé, président. Il réorganise les facultés, en commençant par celle de médecine[6].
- Crébillon fils est chargé de la censure de la librairie en France[7].

- Denis Diderot collabore à la revue de son ami, Grimm, la Correspondance littéraire où il rédige le compte rendu des salons de peinture qui ont lieu à Paris tous les deux ans (1759-1771 et 1775-1781)[8].

## Parutions
- Avant le 12 avril : Adam Smith, The Theory of Moral Sentiments, London, Edinburgh, Andrew Millar, Alexander Kincaid and J. Bell, 1759 (présentation en ligne) (« Théorie des sentiments moraux »)[9].

- Hyacinthe-Sigismond Gerdil, Traité des combats singuliers, Turin, Imprimerie roiale, 1759 (présentation en ligne), un traité démontrant l'inanité et le caractère impie autant qu'inepte du duel judiciaire.
- Jean le Rond d'Alembert, Mélanges de littérature, d'histoire et de philosophie, vol. 4, Amsterdam, Zacharie Chatelain & fils, 1759 (présentation en ligne), contenant Essai sur les éléments de philosophie ou sur les principes des connaissances humaines.
- Louis-Charles Fougeret de Monbron, La Capitale des Gaules ou la Nouvelle Babylone, La Haye, 1759 (présentation en ligne), pamphlet politique en deux parties.

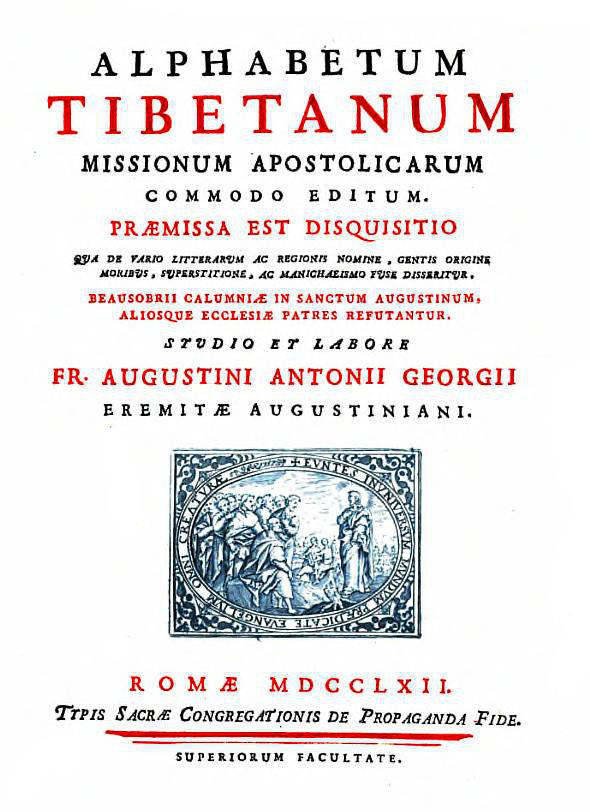

- Agostino Antonio Giorgi, Alphabetum Tibetanum, Rome, Congrégation de la propagation de la foi, 1759 (présentation en ligne), ouvrage largement basé sur les lettres du capucin Della Penna.

### Fictions
- Vers le 15 janvier : Voltaire, Candide : ou L'optimisme, Genève, Gabriel Cramer (présentation en ligne) , conte philosophique[10].
- 19 avril : Samuel Johnson, The History of Rasselas, Prince of Abissinia, London, R. and J. Dodsley ant W. Johnston, 1759 (présentation en ligne), (« Histoire de Rasselas, prince d’Abyssinie »), romance en prose en deux volumes[11].

- Décembre : Laurence Sterne, The Life and Opinions of Tristram Shandy, Gentleman, vol. 1, Ann Ward, 1759 (présentation en ligne) (« Vie et opinions de Tristram Shandy, gentilhomme »), mise en vente à York des premier et second tomes d'un roman en neuf volumes publiés de 1759 à 1767[12].

## Décès
- 24 août : Ewald Christian von Kleist, poète allemand.